# یاقوتی زرنگار
یاقوتی زرنگار (نام علمی: Hylocharis chrysura)، که همچنین به عنوان مرغ مگس زرنگار شناخته می‌شود، گونه‌ای مرغ مگس در گروه «زمردی‌ها» تبار Trochilini از زیرتیرهٔ Trochilinae است. آرژانتین، بولیوی، برزیل، پاراگوئه و اروگوئه یافت می‌شود.